# Sanktuarium Matki Bożej Miłosierdzia w Maceracie
Sanktuarium Matki Bożej Miłosierdzia w Maceracie (wł. Santuario della Madonna della Misericordia a Mecerata) − pochodząca z XV w. świątynia katolicka w Mecaracie we Włoszech.
Bazylika znajduje się na piazza San Vincenzo Strambi, na terenie historycznego centrum.

## Historia
W 1447 miała miejsce w Maceracie zaraza. Mieszkańcy wzywając wstawiennictwa Matki Bożej wznieśli niewielki kościół, w którym umieszczono obraz Matki Bożej Miłosierdzia nieznanego autorstwa (tempera na płótnie). Wizerunek ten czczony jest do dzisiaj w tym miejscu. W 1458 władze miasta oraz członkowie konfraternii Matki Bożej Miłosierdzia wybudowali przy świątyni dzwonnicę. Kościół rozebrano w 1461, podczas prac przy powiększaniu placu przed katedrą św. Juliana. Szybko jednak odbudowano go w pobliżu, poza murami miasta. Źródła potwierdzają istnienie odbudowanego kościoła w 1497. Przez następne wieki liczne konfraternie upiększały jego wnętrze. Obraz koronowano w 1721. W latach 1735–1741 świątynię rozbudowano i zmieniono wystrój na barokowy. Guarniero Marefoschi ofiarował kościołowi relikwie ciała św. Prospera. Nowy kościół konsekrowano w 1742.
W lipcu 1799 sanktuarium zostało sprofanowane przez żołnierzy napoleońskich. Odłamkiem kartacza uszkodzony został cudowny wizerunek. W 1860 dodano ambulatorium, owalną salę oraz dzwonnicę. W 1946 w związku z przeżywanym jubileuszem 500-lecia kościoła obraz Madonny peregrynował na terenie diecezji. Była to pierwsza w historii peregrynacja obrazu maryjnego na terenie Włoch. Ze względu na kult maryjny w Sanktuarium Matki Bożej Miłosierdzia Macerata została 16 listopada 1952 ogłoszona Miastem Maryjnym (wł. Città di Maria).
Od 1921 kościół posiada tytuł bazyliki mniejszej.

## Sztuka
W bazylice znajdują się następujące dzieła sztuki:
- Mater Misericordia (anonimowego malarza z początku XVI w.)
- brama z brązu (Carlo Cantalamessa, 1952)
- freski kościoła (Francesco Mancini, 1736-1741)
- freski ambulatorium (Biagio Biagetti, 1922-1923)
- Niepokalane Poczęcie (Sebastiano Conca, 1741)
- Narodziny Matki Bożej (Sebastiano Conca, 1741)
- dekorowany ołtarz (Pio Cellini, Biagio Biagetti, 1927)
- witraże (Cesare Picchiarini, rys. Biagio Biagetti)

W zakrystii znajdują się:
- Ikona rosyjska (XVI w.)
- Święta Apolonia (Giovanni Battista Salvi)
- Trójca Święta (Sebastiano Conca)
- kropielnica (Luigi Vanvitelli)